# Victor Michel Heymès
Victor Michel Heymès (1859-1932) est un homme politique lorrain. Prêtre, il fut député allemand au Landtag d'Alsace-Lorraine de 1911 à 1918.

## Biographie
Victor Michel Heymès voit le jour le 19 septembre 1859 à Uberkinger, en Lorraine. Il suit son cursus scolaire à Fénétrange. Après la défaite française de 1871, l'Alsace-Lorraine est annexée à l'Allemagne. La vie reprend doucement son cours. Heymès suit une formation religieuse au petit séminaire de Pont-à-Mousson. De 1873 à 1875, il poursuit sa formation au petit séminaire de Montigny-lès-Metz. De 1878 à 1882, il renforce sa formation théologique et se prépare à la prêtrise au grand séminaire de Metz. En 1883, il part au séminaire Saint-Sulpice de Paris. Docteur en théologie, il est ordonné prêtre. Il séjourne deux ans à Rome, avant d'être chargé de la paroisse de l'église Notre-Dame-de-l'Assomption de Metz. Préfet des études au séminaire de Montigny-lès-Metz de 1885 à 1893, il est par ailleurs rédacteur au "Lorrain". Le 4 décembre 1896, il est nommé prêtre de la paroisse de Walscheid, dans le sud mosellan.
Dans le paysage politique régional, on assiste à l’implantation progressive des partis politiques de type allemand, corrélativement à l’émergence d’une politique régionale propre au Reichsland et à ses enjeux. Ces nouveaux enjeux le poussent, en 1907, à se présenter aux élections législatives du Reichstag, sur la circonscription de Saarburg-Chateau-Salin. Il perd de justesse face à Jean François Labroise, le candidat de l'"Elsaß-Lothringische Protestpartei ".
En 1911, Victor Michel Heymès se présente aux élections du Landtag d'Alsace-Lorraine, l'assemblée législative d'Alsace-Lorraine, où il est élu député. Représentant la circonscription de "Großtännchen-Saaralben", il siège avec les centristes du Zentrum. Opposé aux socialistes du SPD, aux libéraux du Elsässische Fortschrittspartei et aux régionalistes du Lothringer Block, Victor Michel Heymès défend au Landtag une politique modérée, favorable aux catholiques lorrains. 
Après le retour de la Lorraine à la France, « le lion de Walscheid» reste en Moselle. Victor Michel Heymès décéde le 26 février 1932 à Metz en Moselle.

## Mandats électifs
- Octobre 1911- Novembre 1918 : Circonscription de Großtännchen-Saaralben - Zentrum

## Sources
- François Roth, La Lorraine annexée, ed. Serpenoise, 2007 ;
- François Roth: Le temps des journaux 1860-1940, Presses universitaires de France, Bar-le-Duc, 1983 ;
- François Roth: La vie politique en Lorraine au 20e siècle, Presses universitaires de France, 1985 ;
- Hans Platzer: Die Landtagswahlen von 1911 in Elsass-Lothringen. Sondernummer. der Nachrichten des Statistischen Landesamts fuer Elsass-Lothringen, Verl. d. Straßburger Druckerei u. Verl.-Anst., Straßburg, 1911.
- Hermann Hiery: Reichstagswahlen im Reichsland, 1985 (pp. 341-342).